# Verónica Llinás
Verónica Llinás (Buenos Aires, 23 de septiembre de 1960) es una actriz y comediante argentina de cine, teatro y televisión. Es hija del escritor Julio Llinás y de la pintora Martha Peluffo, y hermana de Sebastián Llinás y del cineasta Mariano Llinás.

## Carrera
Se formó con Agustín Alezzo, Ángel Elizondo y Miguel Guerberoff. Fue integrante del mítico grupo teatral Gambas al Ajillo, que desde 1986 hasta 1990, presentó distintos espectáculos en el Centro Parakultural, el teatro Empire y la discoteca Cemento, entre otros.

## Cine
| Año  | Título                            | Personaje          | Notas                    |
| ---- | --------------------------------- | ------------------ | ------------------------ |
| 1982 | Pubis angelical                   | Mujer              | Cameo                    |
| 1983 | Deathstalker                      | Toralva            |                          |
| 1988 | Lo que vendrá                     | Isabel             |                          |
| 1990 | Cien veces no debo                | Elvira             |                          |
| 1993 | La peste                          | Estríper           | Cameo                    |
| 1993 | De eso no se habla                | Mirna              |                          |
| 1994 | Sin opción                        | María              |                          |
| 1996 | Rapado                            | Elena              |                          |
| 1997 | Mar de amores                     | Luisa              |                          |
| 2001 | Contraluz                         | Victoria "Vicky"   |                          |
| 2002 | Todas las azafatas van al cielo   | Enfermera          |                          |
| 2003 | Soy tu aventura                   | Amanda             |                          |
| 2005 | Judíos en el espacio              | Mirta              |                          |
| 2007 | ¿De quién es el portaligas?       | Nucha              |                          |
| 2008 | Historias extraordinarias         | Narradora          |                          |
| 2009 | En nuestro corazones para siempre | Claudia            | Película para televisión |
| 2010 | Antes                             | Silvia             |                          |
| 2010 | Pájaros volando                   | Piedad             |                          |
| 2011 | Cerro Bayo                        | Mercedes           |                          |
| 2015 | La patota                         | Victoria           |                          |
| 2015 | La mujer de los perros            | La mujer           |                          |
| 2016 | El candidato                      | Eloisa             |                          |
| 2018 | Adiós, entusiasmo                 | Martha             |                          |
| 2018 | La flor                           | Gringa / Narradora |                          |
| 2019 | La odisea de los giles            | Lidia Perlassi     |                          |
| 2022 | Lunáticos                         | Sonia              |                          |
| 2022 | Trenque Lauquen                   | Romina             |                          |

## Televisión
| Año       | Título                                  | Personaje                                 | Notas                                                |
| --------- | --------------------------------------- | ----------------------------------------- | ---------------------------------------------------- |
| 1991      | Gasalla 91                              | Varios personajes                         | Actuación en sketches                                |
| 1993-1995 | El palacio de la risa                   | Varios personajes                         | Actuación en sketches                                |
| 1997      | Señoras y señores                       | Nilda                                     | Recurrente                                           |
| 1998      | Gasoleros                               | Alicia "Chula" Rivarola                   | Elenco secundario                                    |
| 1998-2000 | Gasalla en Libertad                     | Varios personajes                         | Recurrente                                           |
| 1999      | Buenos vecinos                          | Estela                                    | Recurrente                                           |
| 2000      | Tiempo final                            | Dora                                      | Episodio: «La terapeuta»                             |
| 2001      | Un mundo de sensaciones                 | Rosa                                      | Elenco secundario                                    |
| 2002      | Kachorra                                | Bernarda "Bernie" Eusebia Estévez Álvarez | Elenco secundario                                    |
| 2002      | Tiempo final 3                          | Delia                                     | Episodio: «Los viejos»                               |
| 2002      | Tiempo final 3                          | Paula                                     | Episodio: «Mano a mano»                              |
| 2003      | Los simuladores                         | Dora Márquez                              | Temporada 2, Episodio 8: «Fin de semana de descanso» |
| 2004      | Gasalla en pantalla                     | Varios personajes                         | Actuación en sketches                                |
| 2005      | Conflictos en red                       | Raquel                                    | Episodio: «Loop»                                     |
| 2006      | Amo de casa                             | Silvina                                   | Recurrente                                           |
| 2006      | Bendita vida                            | Roxana                                    | Elenco secundario                                    |
| 2009      | Los exitosos Pells                      | Gladis Guzmán                             | Participación especial                               |
| 2010      | Lo que el tiempo nos dejó               | Marcela                                   | Episodio: «La caza del ángel»                        |
| 2011      | El hombre de tu vida                    | Lucila "Lucy"                             | Episodio 11                                          |
| 2012      | Graduados                               | Aída                                      | Participación especial                               |
| 2012      | 23 pares                                | Alicia                                    | Episodio: «Familia real»                             |
| 2013      | Historias de corazón                    | Laura                                     | Episodio: «Ojos que no ven»                          |
| 2013      | En terapia                              | Mercedes Guevara                          | Recurrente                                           |
| 2014      | La celebración                          | Carmen                                    | Episodio 6: «Día dela madre»                         |
| 2014      | Doce casas, Historia de mujeres devotas | Estela                                    | Semana 5: «Historia del hijo de aurora»              |
| 2014-2015 | Viudas e hijos del Rock & Roll          | Inés Murray Tedin Puch de Arostegui       | Antagonista                                          |
| 2015      | Historia de un clan                     | Angélica Bolena                           | Participación especial                               |
| 2016      | Educando a Nina                         | Mercedes "Mecha" Pichicuchi               | Elenco secundario                                    |
| 2016-2018 | Psiconautas                             | Emilce                                    | Elenco secundario                                    |
| 2017      | Fanny, la fan                           | Coral Dragos                              | Elenco secundario                                    |
| 2018      | El marginal                             | Rita                                      | Antagonista                                          |
| 2018      | 100 días para enamorarse                | Alicia Castelnuovo                        | Participación especial                               |
| 2018      | Morir de amor                           | Leticia Casabe                            | Recurrente                                           |
| 2020      | Manual de supervivencia                 | Verónica                                  | Elenco secundario                                    |
| 2022      | El fin del amor                         | Ruth Friedman                             | Elenco secundario                                    |
| 2023      | How to be a Carioca                     | Irene                                     |                                                      |

| Año  | Título         | Personaje  | Notas                                             |
| ---- | -------------- | ---------- | ------------------------------------------------- |
| 2016 | Susana Giménez | Ella misma | Participación en el sketch: "La empleada pública" |

## Videoclips
| Año  | Título   | Artista       | Rol                        |
| ---- | -------- | ------------- | -------------------------- |
| 2019 | Se acabó | Jimena Barón  | Directora del reality show |
| 2022 | N5       | Lali Espósito | Cameo                      |

## Teatro

### Dirección
- 2018: Ping Pong

### Intérprete
Como integrante de la Compañía Argentina de Mimo:
- 1980: Apocalipsis, según otros. Director: Ángel Elizondo. Teatro Picadero.
- 1981: Pi igual tres coma catorce. Director: Ángel Elizondo. Teatro Payró.
- 1982: Boxxx. Director: Ángel Elizondo. Los Teatros de San Telmo
- 1982: Ka.kuy. Director: Ángel Elizondo. Festival Gaukler ’82. Alemania.
- 1983: El Intranauta. Director: Ángel Elizondo. Teatro Contemporáneo.
- 1985: Subdesarroshow. Director: Omar Viola. Discoteca Cemento.

Como integrante del grupo Gambas al Ajillo (hasta 1990, en que abandonó el grupo):
- 1986: Varieté en el Centro Parakultural.
- 1987: Varieté en la discoteca Cemento
- 1988: La Debacle Show en el Centro Cultural Ricardo Rojas.
- 1988: La Debacle Show en el teatro Empire.

- 1996: .Y las sirenas cantarán. Dirigida por Rodolfo Bebán. Teatro de la Comedia.
- 1997: Trilogía del veraneo de Carlo Goldoni. Director:Daniel Suárez Marsall. Sala Casacuberta, TMGS
- 1998: El submarino de Miguel Fallabella. Director: Víctor García Peralta. Teatro Regina.
- 2001: Te llevo en la sangre de Mónica Silver. Director: Villanueva Cosse. Teatro del Pueblo.
- 2002: Monólogos de la vagina, de Eve Ensler. Directora: Lía Jelín. Sala Pablo Picasso, Complejo Teatral La Plaza.
- 2005 y 2006: Chicas católicas, de Casey Kurtti Directora: Alicia Zanca. Teatro Picadilly
- 2007: Atendiendo al Sr. Sloane, de Joe Orton. Director: Claudio Tolcachir, Ciudad Cultural Konex.
- 2009: Caperucita, escrita y dirigida por Javier Daulte: Multiteatro.
- 2019-2021: Carcajada salvaje: Multiteatro.
- 2021-2024: Dos locas de remate.

## Premios

### Nominaciones
- 1988: Revelación, Premio Cóndor de Plata, por Cien veces no debo.
- 1995: Mejor Actriz Cómica, el premio Martín Fierro, por El Palacio de la Risa de 1994.
- 1999: Mejor Actriz Protagónica, Premio ACE por El Submarino.
- 2000: Mejor Actriz de Reparto, Premio Martín Fierro por Gasoleros y Buenos vecinos.
- 2003: Mejor Actriz de Reparto, Premio Cóndor de Plata por Soy tu aventura.
- 2007: Mejor Actriz de Reparto, Premio Cóndor de Plata Judíos en el espacio.
- 2007: Actriz de Teatro, Premios Clarín, por Atendiendo al Sr. Sloane.
- 2007: Mejor Actriz Protagónica de Comedia, Premios ACE, por Atendiendo al Sr. Sloane.
- 2007: Mejor Actriz Protagónica, Premio Teatros del Mundo, por Atendiendo al Sr. Sloane.
- 2010: Mejor Actriz Protagónica de Comedia, Premios ACE, por Caperucita, un espectáculo feroz
- 2012: Mejor Actriz de Reparto, Premios ACE, por "Buena gente".
- 2017: Mejor Actriz de Reparto, Premios Tato, por Fanny la Fan".
- 2019: Mejor Actriz Protagónica de Comedia, Premios ACE, por Carcajada salvaje

### Ganadora
- 1996: Mejor actriz cómica, Premio Martín Fierro, por El Palacio de la Risa de 1995.
- 1996: Mejor actriz cómica internacional, Premio Tabaré de Uruguay, por El Palacio de la Risa de 1995.
- 1997: Mejor actriz protagónica, Premio (ACE), por Trilogía del Veraneo.
- 2002: Mejor actriz de reparto, Premio ACE, por Te llevo en la sangre.[3]
- 2009: Distinguida como una de los doce mejores trabajos del año por la Escuela de Espectadores, de Jorge Dubatti, por Atendiendo al Sr. Sloane.
- 2012: Mejor actriz de reparto, Premio Cóndor de Plata por Cerro Bayo.[4]
- 2013: Premio Trinidad Guevara, como mejor actriz de reparto, por Buena Gente.
- 2015: Premios Tato, como mejor actriz de reparto en Historia de un clan.[5]
- 2016: Premio Martín Fierro, como mejor actriz de reparto en Historia de un clan.
- 2021: Mejor actriz televisiva, Premio Konex, por el período 2011-2020.